# Lamone (Svizzera)
Lamone è un comune svizzero di 1 785 abitanti del Canton Ticino, nel distretto di Lugano.

## Geografia fisica
Lamone sorge a nord di Lugano.

## Monumenti e luoghi d'interesse

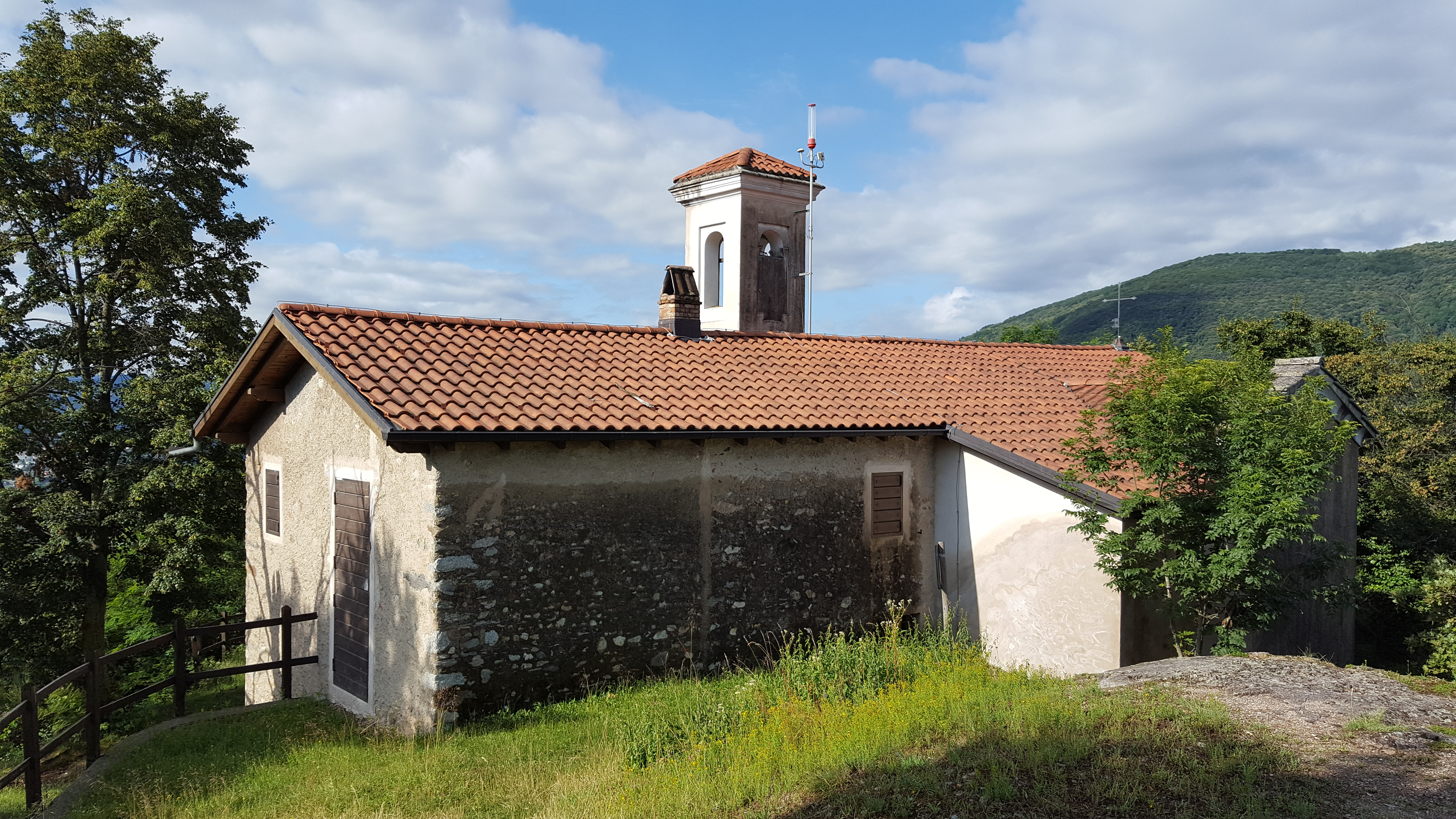
La chiesa-oratorio di San Zeno

- Chiesa di Sant'Andrea, attestata dal 1468 ma risalente al XII-XIII secolo e rinnovata nel 1612 e nel XIX secolo[1];
- Chiesa-oratorio di San Zeno, eretta alla fine del XV secolo[1] in stile barocco su un preesistente edificio risalente al IX secolo[senza fonte].

## Società

### Evoluzione demografica
L'evoluzione demografica è riportata nella seguente tabella:
Abitanti censiti

## Economia
Dagli anni 1950 il comune ha visto un importante incremento di insediamenti industriali e commerciali.

## Infrastrutture e trasporti

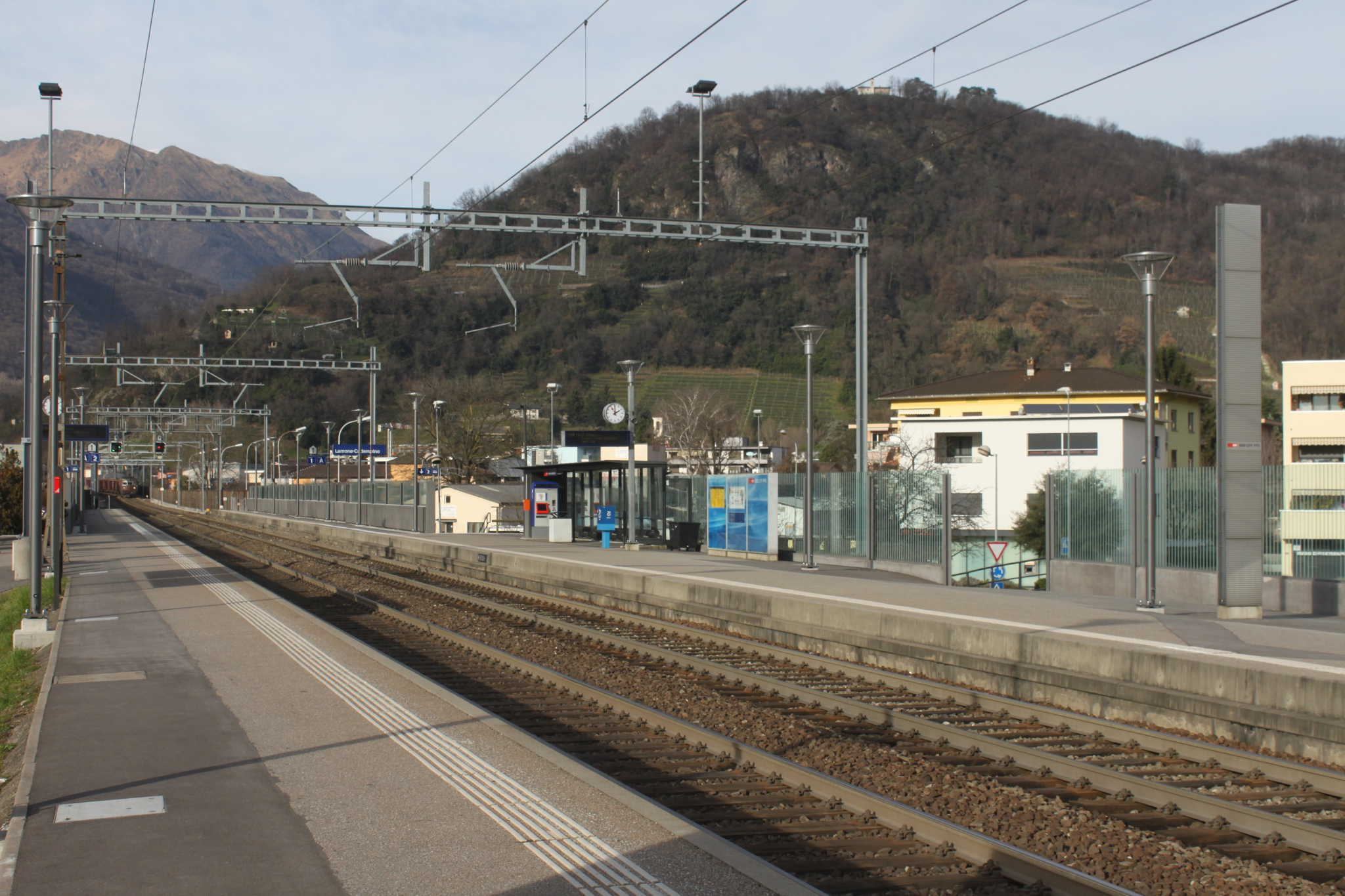
La stazione di Lamone-Cadempino

Il paese è servito dalla stazione di Lamone-Cadempino della ferrovia del Gottardo.

## Amministrazione
Ogni famiglia originaria del luogo fa parte del cosiddetto comune patriziale e ha la responsabilità della manutenzione di ogni bene ricadente all'interno dei confini del comune.